# Praça Quinze de Novembro

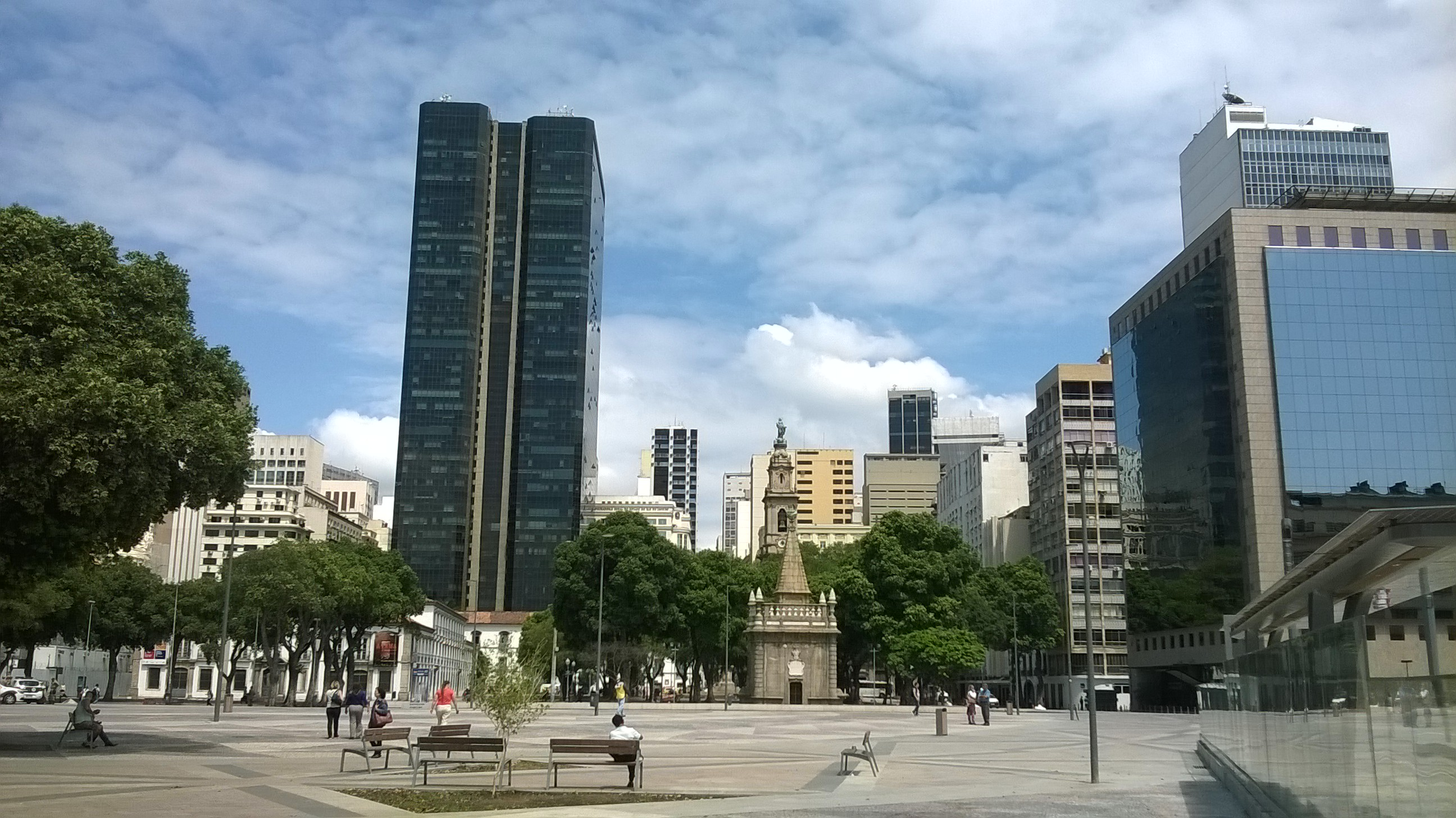
Praça XV vom Fährterminal Estação das Barcas

Der Praça Quinze de Novembro (Platz des 15. Novembers) oder auch kurz Praça XV ist ein öffentlicher Platz in der Centro e Centro Histórico, der zentralen Zone von Rio de Janeiro in Brasilien. Er ist heute Teil der Orla Conde, einer öffentlichen Promenade an der Guanabara-Bucht.

## Name

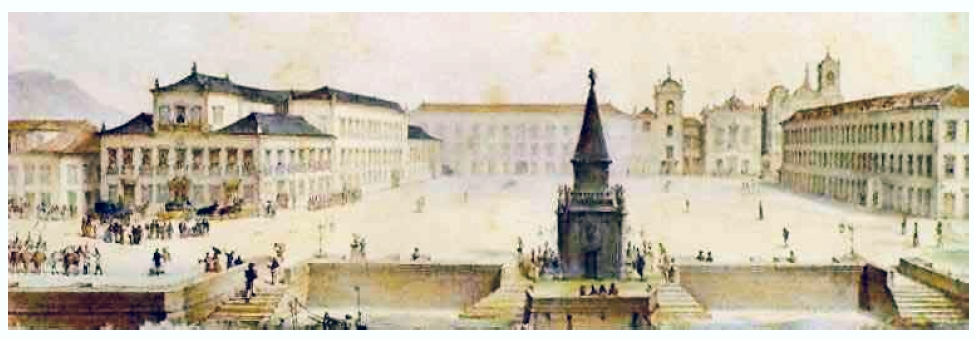
Largo do Paço etwa im Jahr 1834 mit dem Chafariz do Largo do Paço im Vordergrund

Vor 1870 hatte der Platz die Bezeichnung Largo do Paço. Am 18. März 1870 gab der Stadtrat dem Platz die Bezeichnung  Praça de Dom Pedro II. Später wurde er nach dem 15. November 1889 benannt, an dem die föderative Präsidialrepublik in Brasilien geschaffen und die parlamentarische konstitutionelle Monarchie abgelöst wurde. An diesem Tag wurde durch einen Militärputsch Kaiser Pedro II. gestürzt und Marschall da Fonseca rief die Republik der Vereinigten Staaten von Brasilien aus.

## Geschichte
Der Platz existiert seit dem 16. Jahrhundert, hier wurde der Hafen von Rio de Janeiro gegründet. Im Jahr 1889, mit der Proklamation der Republik Brasilien, war der Platz der Ort, von dem aus die kaiserliche Familie ins Exil ging. Im Jahr 1834 wurde mit dem Bau des Fischmarkt (Mercado do Peixe) begonnen. Im Jahr 1841 wurde das vom französischen Architekten Grandjean de Montigny entworfene Gebäude eröffnet und im frühen zwanzigsten Jahrhundert wurde es wieder abgerissen. Am 12. November 1894 wurde das Pantheon von General Osorio feierlich eingeweiht.
Bis Ende des 19. Jahrhunderts, war hier der Ort, an dem die meisten der Passagierschiffe, die Rio de Janeiro als Ziel hatten ankamen. Laut dem Historiker Milton Teixeira galt die Region um den Platz als die Visitenkarte der Stadt.

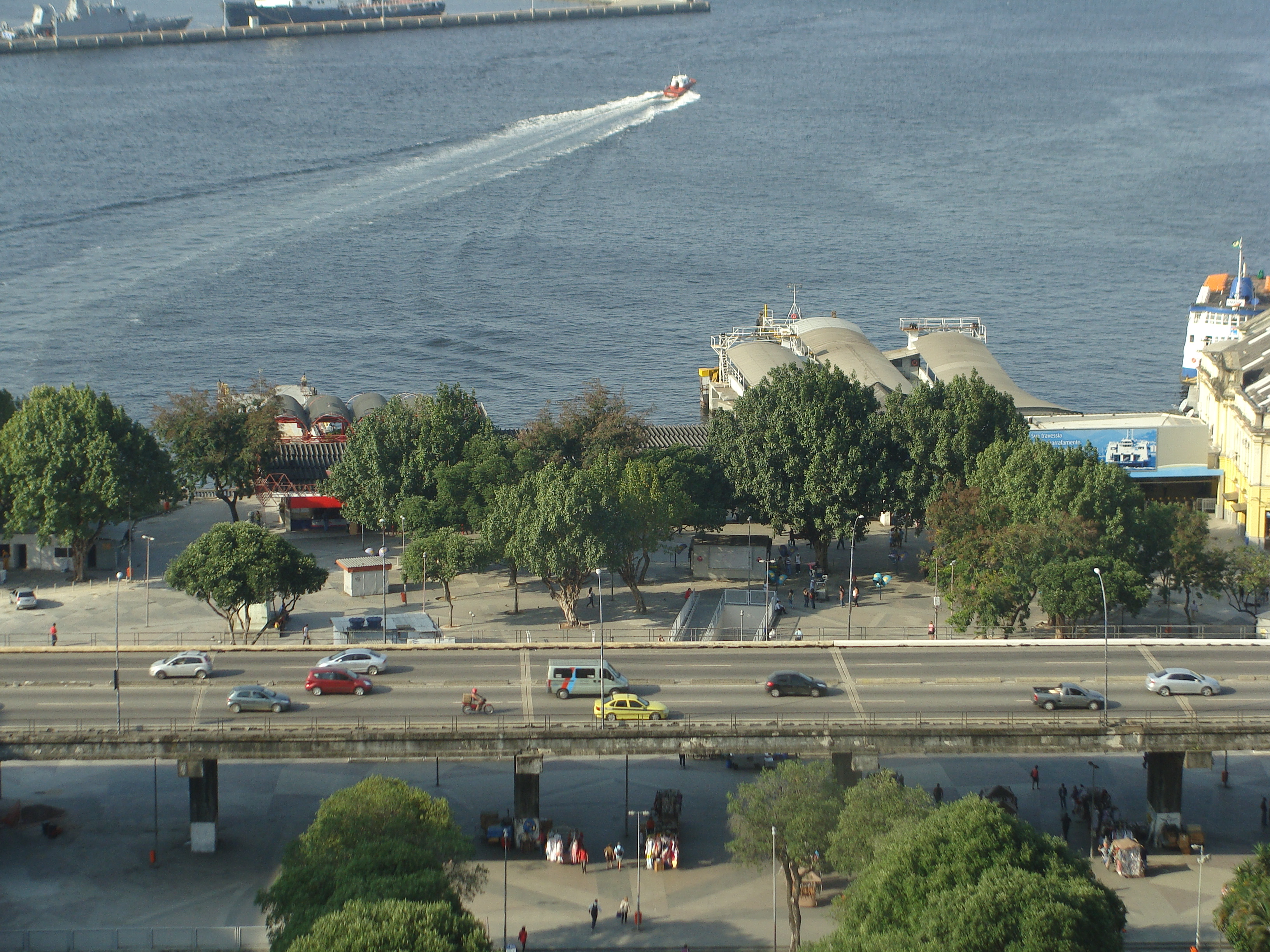
Praça XV im Jahr 2011, noch mit der Brücke des Elevado da Perimetral über dem Platz

Im Jahr 2014 wurde der Abschnitt des Elevado da Perimetral, der über den Platz führte, abgerissen. Die Straße verläuft jetzt unterhalb des Platzes im Túnel Prefeito Marcello Alencar. Während des Umbaus war der Platz gesperrt und wurde am 29. Mai 2016 wieder eröffnet. Dieser Umbau erfolgte im Rahmen des Porto Maravilha Projekts, einer städtischen Maßnahme, die die Hafenzone von Rio de Janeiro wieder attraktiv machen soll.

## Bauwerke
Auf dem Platz befinden sich mehrere Denkmäler: die Statue João Cândid (D. Joao VI), ein Tribut an João Cândido dem Führer der Revolta da Chibata, ein Reiterstandbild mit General Manuel Luís Osório, der Estátua Equestre de Dom João VI, ebenfalls ein Reiterstandbild und der Brunnen Chafariz do Mestre Valentim. In der portugiesischen Stadt Porto befindet sich auf dem Praça de Gonçalves Zarco ein identisches Reiterstandbild von Dom João VI.

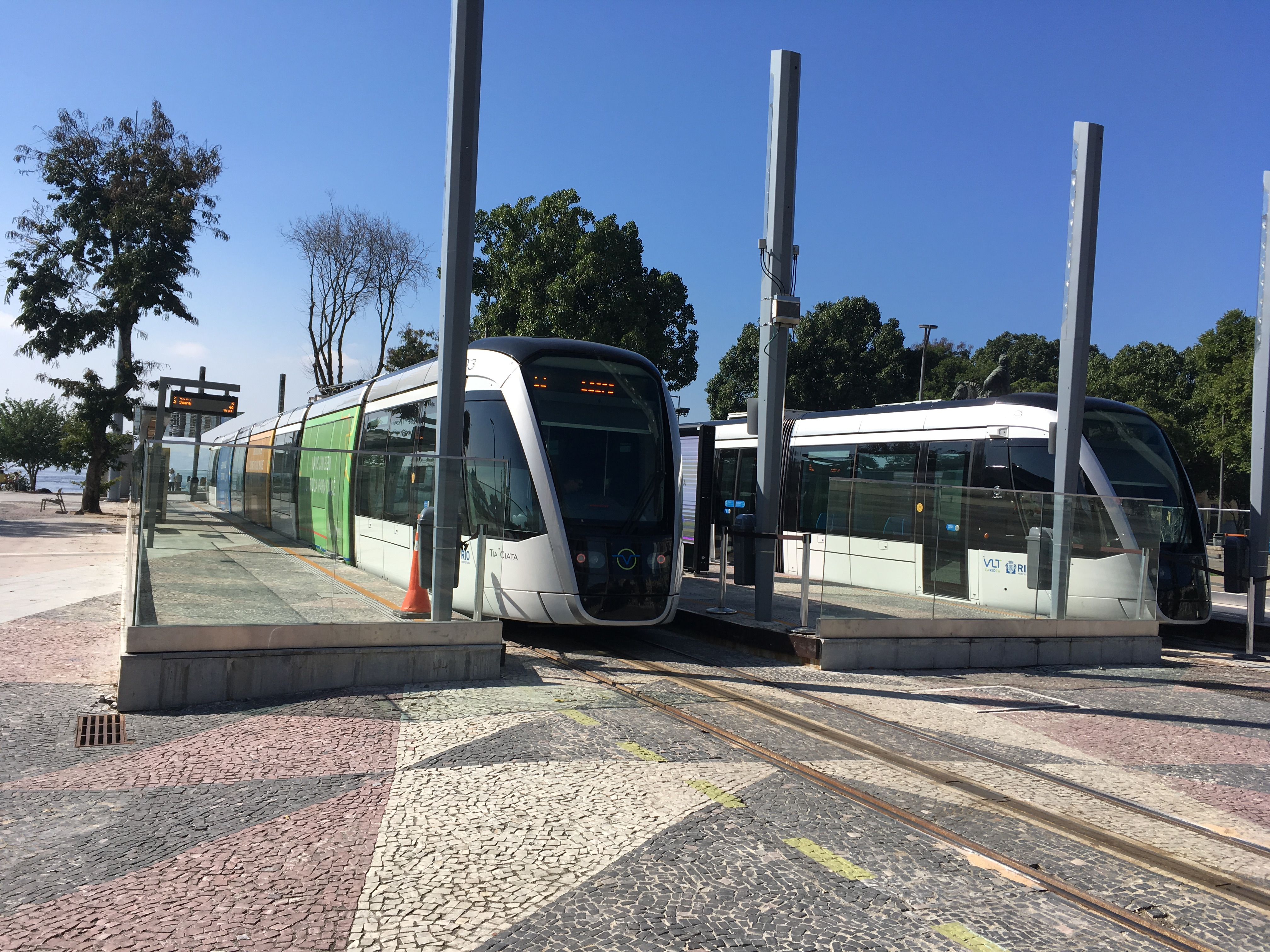
Haltestelle der Linie 2 auf dem Praça XV

Auf den nördlichen Seite des Platzes befindet sich eine Haltestelle der Linie 2 der Straßenbahn Rio de Janeiro. Auf der nordöstlichen Seite befindet sich das Fährterminal Estação das Barcas das von CCR Barcas betrieben wird. Von hier fahren die Fähren nach Niterói und zur Insel Paquetá (Ilha de Paquetá), einer Insel in der Guanabara-Bucht. Im Süden befindet sich der Paço Imperial, der kaiserliche Palast, der früher als Königspalast von Rio de Janeiro und Palast der Vizekönige bekannt war. Gleich dahinter steht der  Palácio Tiradentes, der ehemalige Sitz des brasilianischen Nationalkongresses und aktuell der Sitz der gesetzgebenden Versammlung des Bundesstaates Rio de Janeiro. Im Norden des Platzes steht das Arco do Teles, die ehemalige Residenz der Familie Telles de Menezes, ein architektonisches Wahrzeichen in der Geschichte der Stadt Rio de Janeiro.

## Veranstaltungen
Jeden Samstag findet vor dem Kaiserpalast die traditionelle Antiquitätenmesse um die Reiterstatue von General Osório statt. Mit etwa 360 Ständen ist es eine der größten Antiquitätenmessen in Lateinamerika.

## Galerie

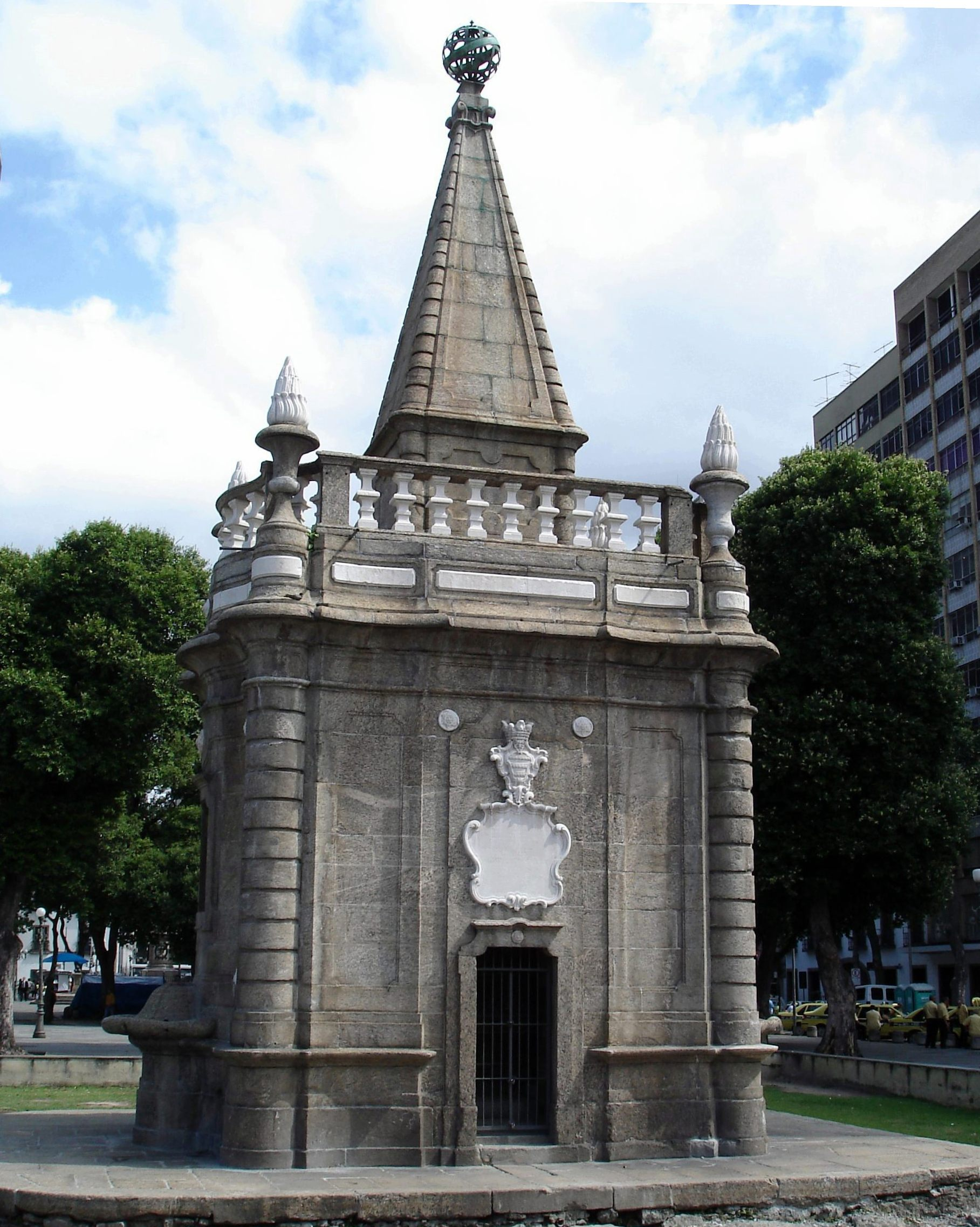
Brunnen Chafariz de Mestre Valentim
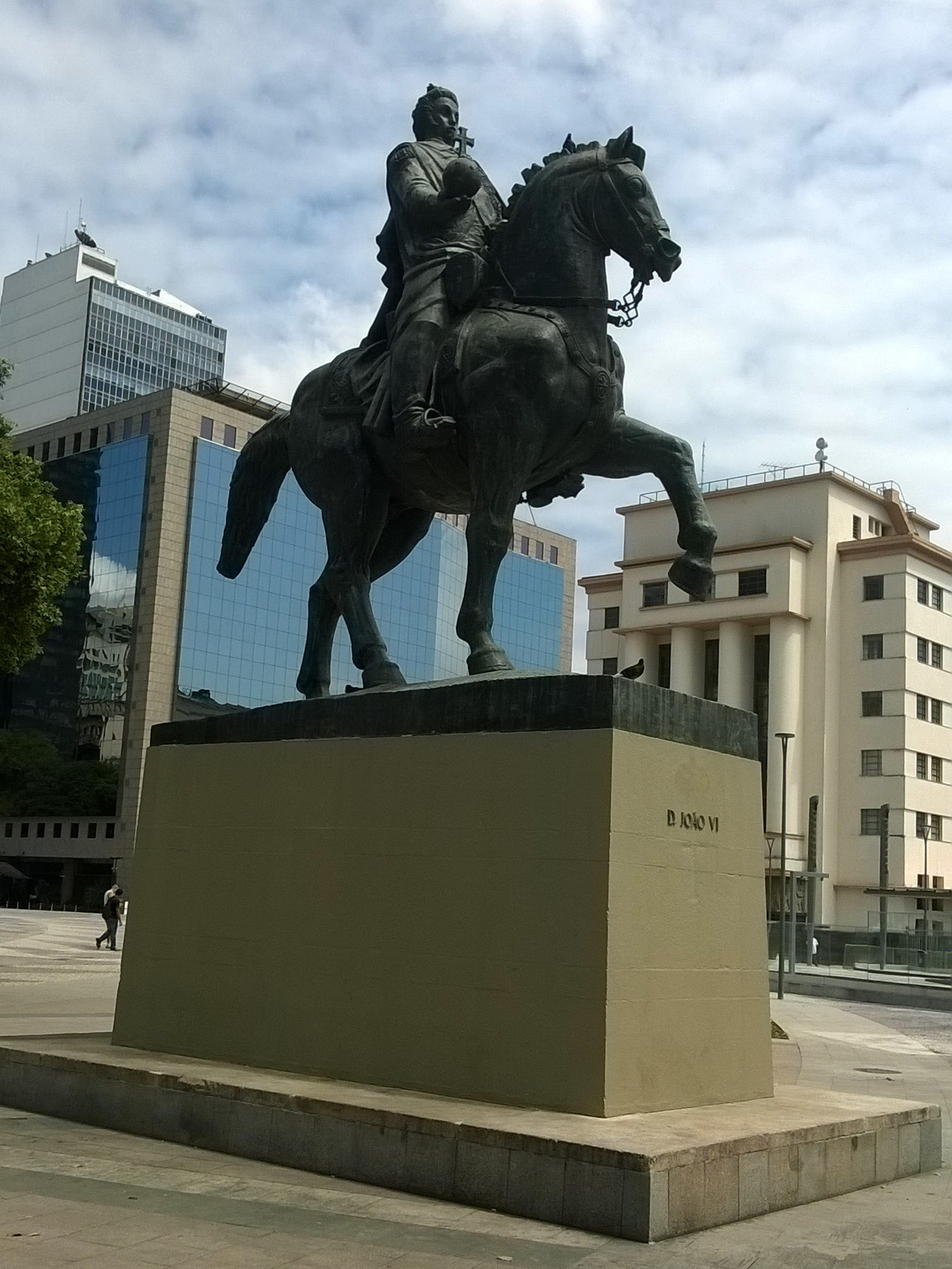
Reiterstatue mit D. Joao VI
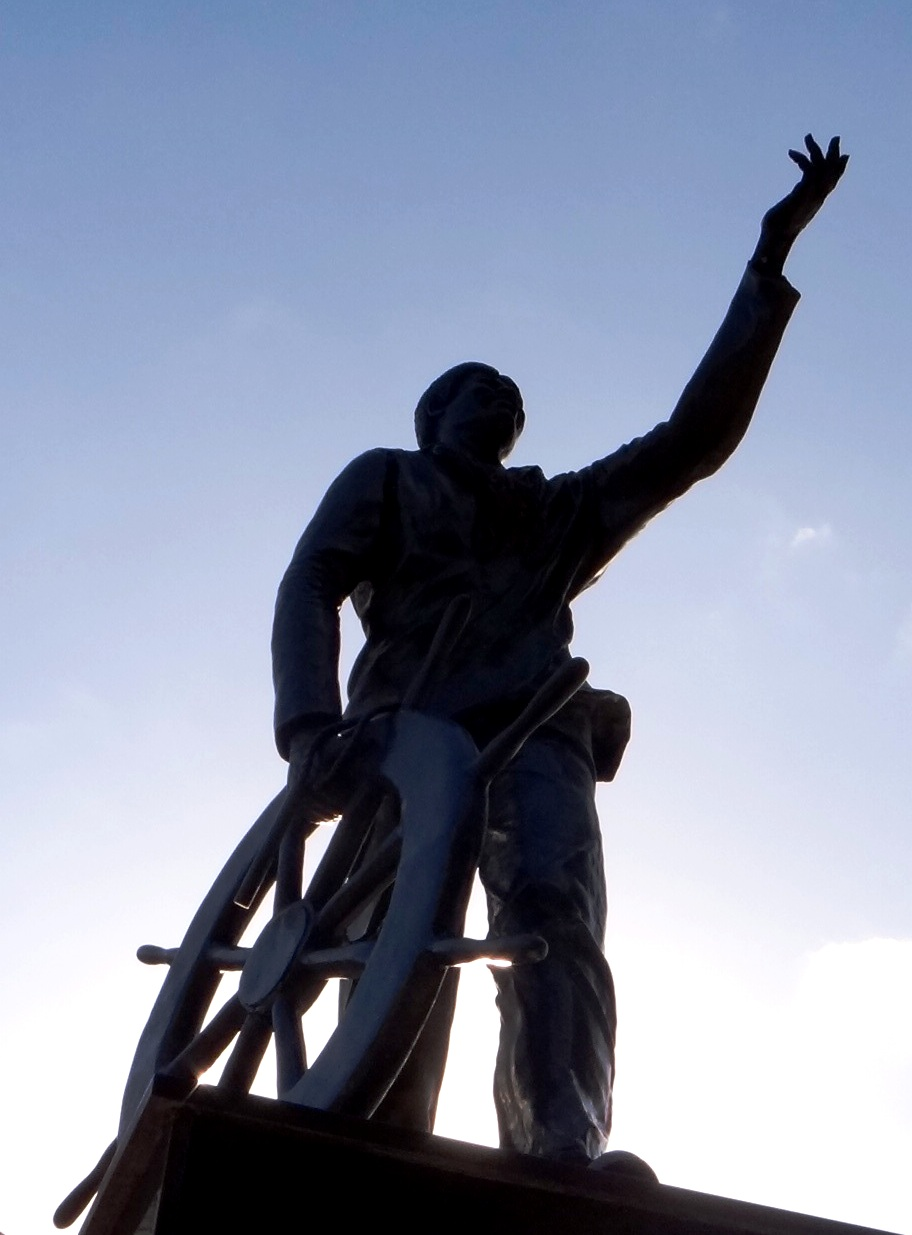
Statue mit João Cândido
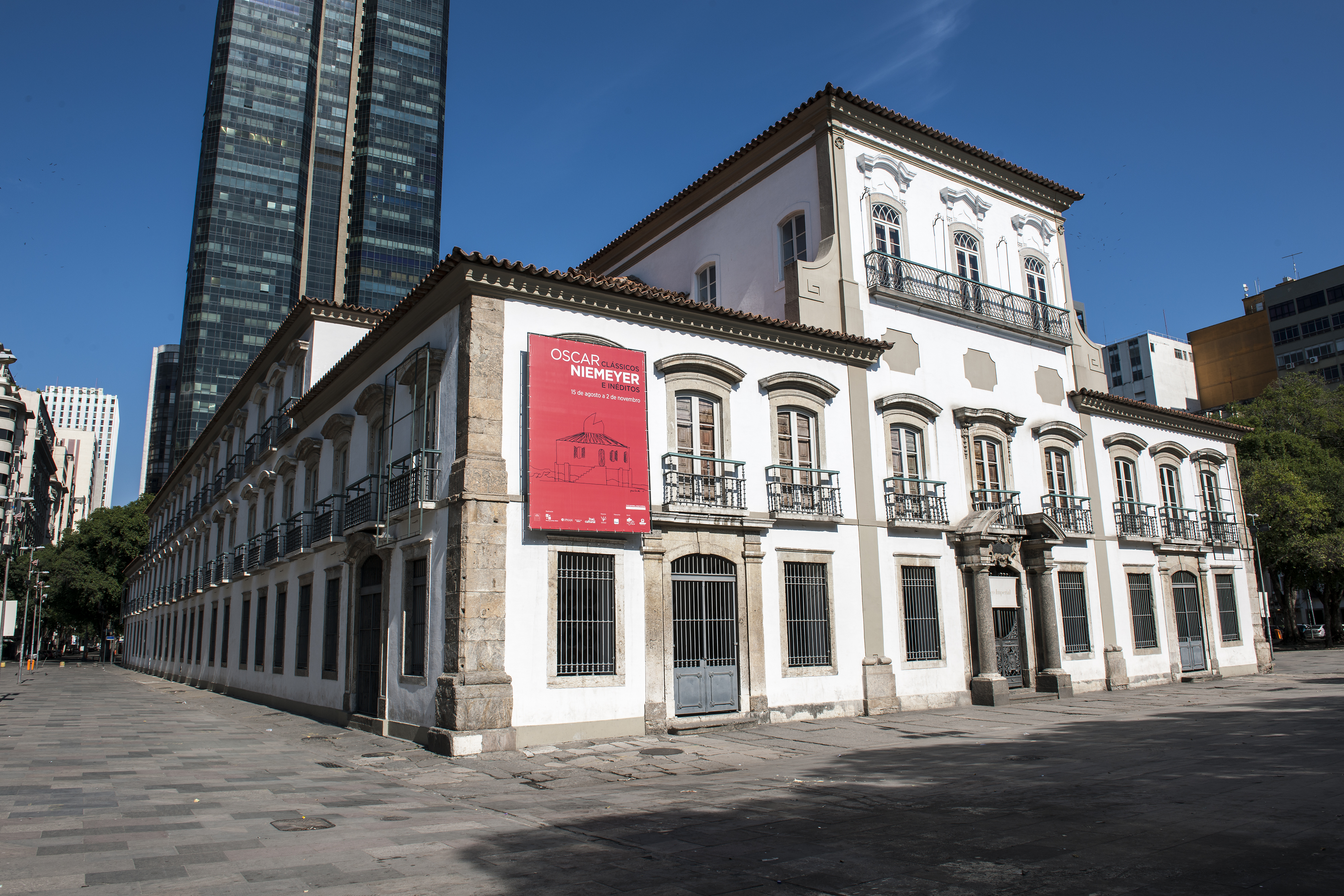
Paço Imperial
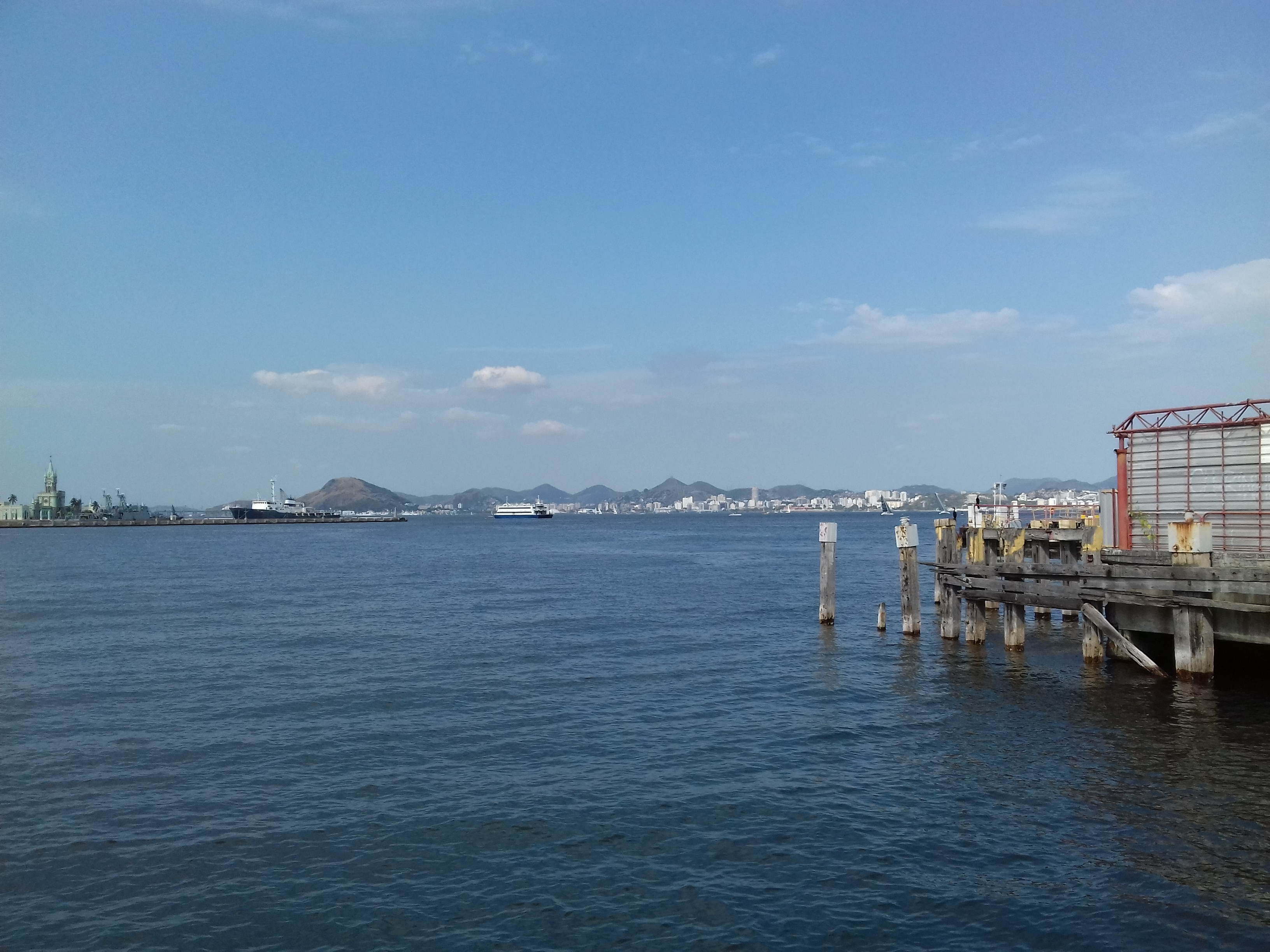
Blick vom Praça XV nach Niterói